# Následnictví malajsijských trůnů

Standarta malajsijské hlavy státu

Malajsie je federací devíti sultanátů a čtyř republik. Tomu odpovídá způsob obsazení pozice malajsijské hlavy státu, která nese oficiální titul Yang di-Pertuan Agong (česky doslova Ten kdo byl vyvolen vládnout, anglicky dle ústavy Supreme Head of the Federation), někdy označovaný jen jako Agong (král). Jde o funkci formální bez významných výkonných pravomocí. Vzhledem k federální povaze volí malajsijského panovníka Shromáždění panovníků (Majlis Raja-Raja) jednotlivých malajských sultanátů a to na dobu pěti let (článek 38 ústavy). Pouze tito panovníci mohou volit nebo se stát Yang di-Pertuan Agong. V praxi pozice hlavy federace mezi panovníky jednotlivých států rotuje dle zavedeného pořadí. 
Většina malajských států jsou dědičné monarchie, které užívají striktní formu mužské primogenitury typickou pro muslimské monarchie. Následníkem trůnu může být pouze muž v mužské linii panovnické dynastie, muslimské víry, přednost má starší syn před mladším, starší linie před linií mladší.
Sultanát Perak není klasickou dědičnou monarchií, ale užívá následnickou linii jejíž šest členů je tvořeno příslušníky vládnoucí dynastie. Pokud dojde k uprázdnění pozice v této následnické linii, jmenuje vládnoucí sultán mužského člena dynastie na uprázdněnou pozici. 
Negeri Sembilan je volební monarchií, která byla vzorem pro systém volby federální hlavy státu. 
Státy Malakka, Penang, Sabah a Sarawak jsou republikami. Guvernéry těchto států (Yang di-Pertua Negeri) jmenuje na čtyřleté období Yang di-Pertuan Agong po konzultaci s předsedou vlády daného státu. 

## Způsob obsazení federálního trůnu
Federální hlavou státu Yang di-Pertuan Agong se může stát pouze jeden z panovníků federálních států Malajsie, kterého volí tito panovníci mezi sebou. Guvernéři států, které jsou republikami se na volbě nepodílejí. V praxi nedochází k volbě panovníka, ale funkce hlavy státu rotuje mezi panovníky jednotlivých států, dle seniority panovníků těchto států v roce 1957. Pokud by se dle zvyku rotace měl hlavou federace stát nezletilý panovník, dojde k volbě panovníka dalšího státu v pořadí. Ústava v článku 34 ukládá panovníku, který se stal hlavou federace, zákaz vykonávání vladařské funkce v jeho domovském státu, kromě jmenování regenta nebo regentské rady, změny ústavy státu a vykonávání pozice hlavy Islámu v tomto státu. 
Stejné povinnosti musí splnit i Timbalan Yang di-Pertuan Agong (zastupující hlava státu) pokud vykonává úřad hlavy státu v době nepřítomnosti, nezpůsobilosti nebo uprázdnění pozice Yang di-Pertuan Agong. Timbalan Yang di-Pertuan Agong je volen taktéž na pětileté období panovníky jednotlivých malajských států nebo po zbytek funkčního období hlavy státu v rámci kterého je zvolen (článek 33 ústavy). Do úřadu zastupující hlavy státu je běžně volen panovník následující v pořadí po hlavě státu. Timbalan Yang di-Pertuan Agong se automaticky nestává Yang di-Pertuan Agong v případě smrti nebo abdikace hlavy státu, ale pouze vyková jeho pravomoce do zvolení nové hlavy státu. 
1. sultán Negeri Sembilan (* 1948)
2. sultán Selangoru (* 1945)
3. rádža Perlisu (* 1943), funkci hlavy státu vykonával v letech 2001–2006
4. sultán Terengganu (* 1962), funkci hlavy státu vykonával v letech 2006–2011
5. sultán Kedahu (* 1942)
6. sultán Kelantanu (* 1969), funkci hlavy státu vykonával v letech 2016–2019
7. sultán Pahangu, Abdullah Pahangský (* 1959), současná hlava federace
8. sultán Johoru (* 1958)
9. sultán Peraku, Nazrín Šáh (* 1956), zastupující hlava státu

## Následnictví trůnu jednotlivých států

### Johor
- Sultán Iskandar (1932–2010)
  -  Sultán Ibrahim (* 1958)
    - (1) korunní princ Tunku Ismail (* 1984)
      - (2) Rádža Muda Tunku Iskandar Abdul Jalil Abu Bakar Ibrahim]  (* 2017)
      - (3) Tunku Abu Bakar Ibrahim (* 2019)

    - (4) Tunku Idris, Tunku Temenggong (* 1987)
    - (5) Tunku Abdul Rahman Hassanal Jefri, Tunku Panglima (* 1993)
    -  (6) Tunku Abu Bakar, Tunku Putera (* 2001)

  - (7) Tunku Abdul Majid, Tunku Aris Bendahara (* 1970)
    - (8) Tunku Mahmood Iskandar (* 2006)
    - (9) Tunku Abdul Mateen Idris Ismail Ibrahim Iskandar (* 2015)

### Kedah
- Sultán Badlishah (1894–1958)
  -  Sultán Abdul Halim Mu'adzam Shah (1927–2017)
  -  Sultán Sallehuddin (* 1942)
    - (1) Tunku Sarafuddin Badlishah, Rádža Muda, korunní princ (* 1967)
      -  (2) Tunku Sulaiman Badlishah (* 2007)

    - (3) Tunku Shazzuddin Ariff, Tunku Laksamana (* 1970)

  - (4) Tunku Abdul Hamid Thani, Tunku Bendahara (* 1951)

### Kelantan
- Sultán Ismail Petra (1949-2019)
  -  Sultán Muhammad V. (* 1969)
    - (-) Tengku loenel Ismaed Petra (* 2017)

  - (-) Tengku Muhammad Faiz Petra (* 1974)
    - (-) Tengku Muhammad Johannas Petra (* 2019)

  - (1) Tengku Muhammad Fakhry Petra, Tengku Mahkota, korunní princ (* 1978) (sejak 2024)

### Negeri Sembilan
Negeri Sembilan má unikátní postavení mezi malajskými sultanáty jelikož jde o jedinou volební monarchii a zároveň jeho panovník nemá titul sultána, ale Yang di-Pertuan Besar (doslova: Ten kdo byl určen velkým vládcem). Panovníka Negeri Sembilan volí čtveřice náčelníků s titulem Undang, reprezentující oblasti Jelebu, Johol, Sungai Ujong a Rembau. Undangové nemohou být sami zvoleni a jejich výběr panovníka je omezen na mužského muslima, který je zákonným potomkem rádži Radin ibni Raja Lenggang.

### Pahang
- Sultán Haji Ahmad Shah Al-Musta'in Billah (1930-2019)
  -  Al-Sultán Abdullah Riayatuddin Al-Mustafa Billah Shah (* 1959)
    - (1) Tengku Hassanal Ibrahim Alam Shah, Tengku Mahkota, korunní princ (* 1995)
    - (2) Tengku Muhammad Iskandar Ri'ayatuddin Shah, Tengku Arif Bendahara (* 1997)
    -  (3) Tengku Ahmad Ismail Mu'adzam Shah, Tengku Panglima Muda (* 2000)

  - (4) Tengku Abdul Rahman, Tengku Muda, zastupující korunní princ (* 1960)
    - (5) Tengku Eddie Akasya Shah (* 2004)
    - (6) Tengku Ahmad Firhan Shah (* 2005)
    - (7) Tengku Arman Alam Shah (* 2010)

  - (8) Tengku Fahd Mua'adzam, Tengku Arif Temenggong (* 1994)

### Perak
Pozice perackého sultána není na rozdíl od většiny malajských sultánů automaticky dědičná, ale vládnoucí sultán jmenuje šestičlennou následnickou linii, resp. obsazuje uprázdněné posty v této linii, mužskými příslušníky vládnoucí dynastie a to zpravidla doživotně. Obsazení dvou nejvyšších pozic podléhá schválení parlamentu státu Perak. Pokud dojde k uvolnění některé pozice např. z důvodu úmrtí, dojde k posunu všech následníků pod touto pozicí o stupeň výše, čímž dojde k uprázdnění nejnižší pozice, na kterou sultán jmenuje některého z mužských příslušníků dynastie. 
1. Rádža Muda (korunní princ, Rádža Jaafar)
2. Rádža di-Hilir (zastupující korunní princ, Rádža Iskandar Dzulkarnain)
3. Rádža Kechil Besar (Rádža Azlan Muzzaffar Shah)
4. Rádža Kechil Sulong (Rádža Ahmad Nazim Azlan Shah)
5. Rádža Kechil Tengah (Rádža Iskandar Rádža Ziranr)
6. Rádža Kechil Bongsu (Rádža Izuddin Chulan).

### Perlis
- Rádža Tuanku Syed Putra (1920–2000)
  -  Rádža Tuanku Syed Sirajuddin (* 1943)
    - (1) Tuanku Syed Faizuddin Putra, korunní princ (* 1967)
      - (2) Syed Sirajuddin Areeb Putra (* 2009)

  - (3) Syed Badaruddin, Tengku Sharif Bendahara (* 1945)
    - (4) Syed Mashafuddin (* 1974)

  - (5) Syed Amir Zainal Abidin, Tengku Sharif Temenggong (* 1950)
    - (6) Syed Budriz Putra, Engku MahaRádža Lela Setia Paduka of Selangor (* 1972)
      - (7) Syed Aqil Harrith (* 2001)

  - (8) Syed Razlan, Tengku Laksamana (* 1951)
    - (9) Syed Muhammad Hazrain (* 1978)
      - (10) Syed Hazriq (* 2012)
      - (11) Syed Hazriv (* 2013)

    - (12) Syed Muhammad Háfiz (* 1981)

  - (13) Syed Zainal Anuar, Tengku Panglima (* 1952)
    - (14) Syed Haizam Hishamuddin, Engku Panglima Setia DiRaja (* 1983)
    - (15) Syed Jufri Ziauddin (* 1992)

  - (16) Syed Zainal Rashid (* 1953)
  - (17) Syed Azni (* 1954)
    - (18) Syed Fariz Naqiuddin (* 1985)
    - (19) Syed Haniff Iskandar (* 1992)

  - (20) Syed Badlishah (* 1958)
    - (21) Syed Fezriq (* 1980)
    - (22) Syed Felsham (* 1984)
    - (23) Syed Fernash (* 1988)

### Selangor
- Sultán Salahuddin Abdul Aziz Shah (1926–2001)
  -  Sultán Sharafuddin Idris Shah (* 1945)
    -  (1) Tengku Amir Shah, korunní princ (* 1990)

  - (2) Tengku Sulaiman Shah, Tengku Laksamana (* 1950)
    - (3) Tengku Shakirinal Sulaiman Shah (* 1980)
      - (4) Tengku Mahmood Shakirinal Shah (* 2010)
      - (5) Tengku Sulaiman Shakirinal Shah (* 2013)
      -  (6) Tengku Abdulaziz Shakirinal Shah (* 2017)

    - (7) Tengku Salehuddin Sulaiman Shah, Tengku Indera Bijaya Diraja (* 1982)
      -  (8) Tengku Ibrahim Salehuddin Shah (* 2014)

    - (9) Tengku Shahrain Sulaiman Shah (* 1985)
    -  (10) Tengku Shariffuddin Sulaiman Shah (* 1987)

  - (11) Tengku Abdul Samad Shah, Tengku Panglima Besar (* 1953)
    -  (12) Tengku Musahiddin Shah, Tengku Seri Perkasa Diraja (* 1984)

  -  (13) Tengku Ahmad Shah, Tengku Panglima Raja (* 1955)
    -  (14) Tengku Alam Shah Ammiruddin (* 1982)

### Terengganu
- Sultán Mahmud al-Muktafi billah Shah (1930–1998)
  -  Sultán Mizan Zainal Abidin (* 1962)
    - (1) Tengku Muhammad Ismaíl, Yang di-Pertuan Muda, korunní princ (* 1998)
    - (2) Tengku Muhammad Muaaz, Tengku Sri Setia Mahkota Raja  (* 2000)

  - (3) Tengku Mustafa Kamil, Tengku Sri Bendahara Rádža (* 1968)
    - (4) Tengku Sharif Mahmud
    - (5) Tengku Daniel Haqim
    - (6) Tengku Nabil al-Muktafi

  - (7) Tengku Badr ul-Zaman, Tengku Sri Panglima Raja (* 1974)
    - (8) Tengku Muhammad Ryan Faiz
    -  (9) Tengku Reyad Fajsal  

  - (10) Tengku Badr ul-Hisham, Tengku Sri Temenggung Raja (* 1976)
    - (11) Tengku Muhammad Ashman
    - (12) Tengku Muhammad Ariesh
    - (13) Tengku Muhammad Ozaer
    - (14) Tengku Muhammad Adreez
    -  (15) Tengku Muhammad Mahmud Akbar Nasreddine Haqqani